# Курахове
Курахове (укр. Курахове) градић је у Украјини, у Доњецкој области. Према процени из 2012. у граду је живело 20.142 становника.

## Становништво
Према процени, у граду је 2012. живело 20.142 становника.
| 1979.  | 1989.  | 2001.  | 2012.  |
| ------ | ------ | ------ | ------ |
| 20.091 | 22.155 | 21.479 | 20.142 |